# Уитфелд, Херберт
Херберт Уитфелд (англ. Herbert Whitfeld; 15 ноября 1858 — 6 мая 1909) — английский футболист и крикетист. Выступал за футбольные клубы «Кембридж Юниверсити» и «Олд Итонианс», также за футбольную сборную Англии.

## Образование
Родился в Льюисе (Сассекс), окончил Итонский колледж, где играл за футбольную, крикетную и другие спортивные команды. Затем поступил в Тринити-колледж (Кембридж), выступая за команды Кембриджского университета по футболу, крикету, лёгкой атлетике и теннису.

## Футбольная карьера
После окончания университета Уитфелд играл за «Олд Итонианс». В сезоне 1878/79 помог «Олд Итонианс» дойти до финала Кубка Англии, забив голы во всех трёх матчах четвёртого раунда против «Дарвена» (в первой игре и в двух переигровках), а также в полуфинале против «Ноттингем Форест». В самом финале Уитфелд помог «Олд Итонианс» обыграть «Клэпем Роверс» и впервые выиграть Кубок Англии. Уитфелда описывали как «самого искусного игрока на поле» в той игре.
18 января 1879 года Уитфелд провёл свой единственный матч за национальную сборную Англии в игре против сборной Уэльса (это была первая в истории встреча этих сборных). Матч проходил во время сильной метели, и капитаны обеих команд договорились сыграть два тайма по 30 минут, а не по 45, как обычно. Англичане забили дважды: первый гол забил Уитфелд, второй — Томас Сорби. Футбольный историк Филип Гиббонс отметил, что англичане «были удивлены уровнем умений, продемонстированных валлийской командой». Матч завершился победой Англии со счётом 2:1.
В сезоне 1880/81 «Олд Итонианс» вновь вышел в финал Кубка Англии. Уитфелд забил два гола в матче первого раунда против «Брентвуда». В самом финале «Олд Итонианс» проиграл клубу «Олд Картузианс».
Также выступал за клуб «Уондерерс». Свою последнюю игру за клуб провёл 18 декабря 1883 года.

## Крикетная карьера
Представлял Кембриджский университет в крикетных соревнованиях с 1878 по 1881 год (23 игры).
В июле 1878 года дебютировал за крикетный клуб графства Сассекс. С 1882 по 1884 год был капитаном Сассекского крикетного клуба. Провёл за клуб 39 матчей. Также играл за крикетные клубы «Ай Зингари» и «Марилебон».

## Вне спорта
Работал в банке Barclays, был директором отделения банка в Льюисе.
Его брат Фрэнсис и племянник Джордж также были крикетистами.

## Достижения
«Олд Итонианс»
- Обладатель Кубка Англии: 1879
- Финалист Кубка Англии: 1881